# Peixoto Alves
Pour les articles homonymes, voir Alves (homonymie).
João Peixoto Alves (né le 23 mai 1941 à Soutelo, une paroisse de Vila Verde) est un coureur cycliste portugais, professionnel entre 1960 et 1966. Il a notamment remporté le Tour du Portugal en 1965.

## Palmarès
- 1962
  - 1re étape du Tour du Portugal (contre-la-montre)
  - 2e du Tour du Portugal
- 1963
  - 1re (contre-la-montre par équipes), 4eb (contre-la-montre) et 9e étapes du Tour du Portugal
  - 3e du Tour du Portugal
  - 7e du Tour de l'Avenir
- 1964
  - 1re étape du Tour du Portugal (contre-la-montre par équipes)
- 1965
  - Tour du Portugal :
    - Classement général
    - 5ea étape (contre-la-montre)

  - 3e du Grande Prémio Robbialac
  - 3e de Porto-Lisbonne
- 1966
  - 1re (contre-la-montre), 8ea et 14e (contre-la-montre) étapes du Tour du Portugal
  - 1re et 13ea (contre-la-montre) étapes du Tour de Sǎo Paulo
  - 2e du Tour du Portugal

## Résultats sur les grands tours

### Tour d'Espagne
3 participations 
- 1962 : abandon (6e étape)
- 1963 : 50e
- 1965 : abandon